# 650

## Arte, științe, literatură și filozofie
- A fost completat Coranul în forma sa actuală de către califul Uthman bin Affan, al III-lea succesor al Profetului Mahomed.

## Nașteri
- Andrei, arhiepiscop al Cretei, sfânt și primul alcătuitor de canoane (d. 740)

- Djarir ibn Atiyah, poet satiric arab (d. 728)

## Decese
- Theodelap (Theudelapius), duce longobard de Spoleto din 602 (n. ?)